# 신진에스엠
주식회사 신진에스엠은  전북 장수군 장계면 장무로 352-73에 본사를 둔 표준 플레이트 제조 및 설비 기업이다.

## 내용주
1. ↑  공모가 15,000원에 코스닥 시장에 상장